# Juan Pedro Unceta
Juan Pedro Uncetabarrenechea y Cendoya, más conocido como Juan Pedro Unceta (1854 - 1934) fue un empresario industrial español.
Juan Pedro Unceta fue un relevante industrial eibarres de la primera parte del siglo XX. Fundó la más importante empresa de distribución de suministros industriales de España, la Ferretería Unceta y junto a Juan Esperanza Salvador fundó la empresa de armas cortas Astra, Unceta y Cía  una de las más relevantes empresas en la fabricación de pistolas automáticas de España.

## Biografía
Juan Pedro Uncetabarrenechea y Cendoya, que posteriormente acortaría su apellido dejándolo en "Unceta", nació en  1854 en el caserío Arekitxa-Haundi situado en el valle de Arrate en la localidad guipuzcoana de Éibar en el País Vasco, España. Llevaría como apodo el nombre de su caserío natal. De joven trabajó de aprendiz en un pequeño taller de uno de sus tíos, siendo este el comienzo de su actividad industrial.
En 1874 abrió una barbería en Éibar y solía proveerse de cuchillas y hojas de afeitado en Bilbao y comenzó a realizar encargos de herramientas que fue creciendo hasta que el suministro de herramientas sustituyó al negocio de la barbería, dando paso a la Ferretería Unceta que a la postre se convertiría en  una de las empresas del sector de la distribución industrial más importante de España.
En 1903 junto a Juan Esperanza Salvador, un mecánico oscense con experiencia en armas, funda la sociedad  "Pedro Unceta y Juan Esperanza"  que se dedica a la manufactura del hierro y del acero para la fabricación de diferentes artículos, su publicidad decía "venta de máquinas y accesorios de todas clases". Aún bajo la misma denominación la fabricación de armas estaba realizada por cuenta de Juan Esperanza mientras que la comercialización la hacía Pedro Unceta. Cinco años más tarde transforman esa empresa en  "Esperanza y Unceta" que a la postre sería la empresa de armas Astra, Unceta y Cía una de las más importantes empresas de fabricación de armas cortas españolas que cerro en 1997.